# Geversdorf
Geversdorf este o comună din landul Saxonia Inferioară, Germania.